# Sebkha
Pour les articles homonymes, voir playa et Sebkha (Nouakchott).

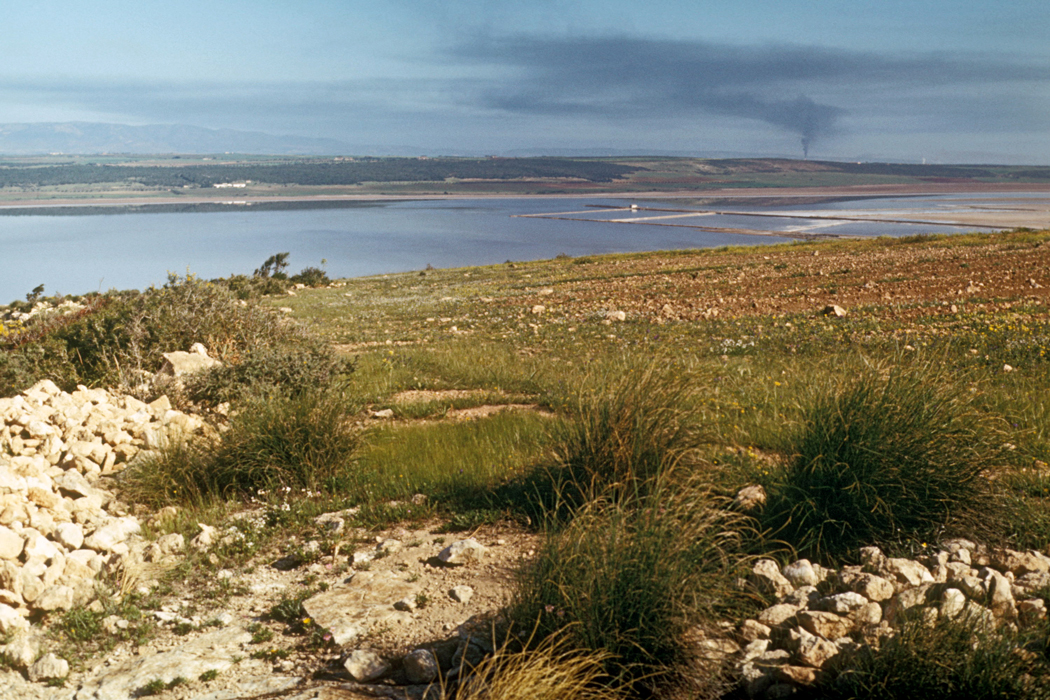
Sebkha d'Arzew (Algérie) : vue d'ensemble vers 1975.

Une sebkha, de l'arabe سبخة, ou une playa, est une dépression à fond plat, généralement inondable, où les sols salés limitent la végétation. La sebkha peut être lacustre — les eaux s'évaporent et laissent des sels — ou en communication avec la mer (actuellement ou dans le passé). Toutes les régions désertiques chaudes présentent des sebkhas.
On a très longtemps confondu la bordure (chott) et la dépression à proprement parler (sebkha) ; cette confusion de termes est actuellement en voie de disparition. Le Chott el-Jérid est la plus grande des sebkha du Maghreb.
Le mot « sebkha » est utilisé en arabe pour désigner le kavir, type de bassin endoréique très présent dans les déserts en Iran ; pris au sens strict les deux termes renvoient toutefois à deux types distincts de playa.

## Éléments de définition
Une sebkha ou sabkha désigne un bassin occupant le fond d'une dépression à forte salinité et plus ou moins séparé d'un milieu marin, dans des régions arides (milieu supratidal). Néanmoins, il peut être toujours en contact avec le milieu marin par un très faible filet d'eau (bassin d'eau profonde), ou au contraire par des infiltrations (bassins d'eau peu profonde). Dans ce dernier cas, il peut se produire des débordements périodiques d'eau vers le bassin. Dans les deux cas, il va y avoir une augmentation de la salinité, une évaporation importante, l'apparition d'une saumure et la précipitation d'évaporites au fond du bassin si la profondeur est faible, ou à une extrémité si la profondeur est importante.

## Écologie

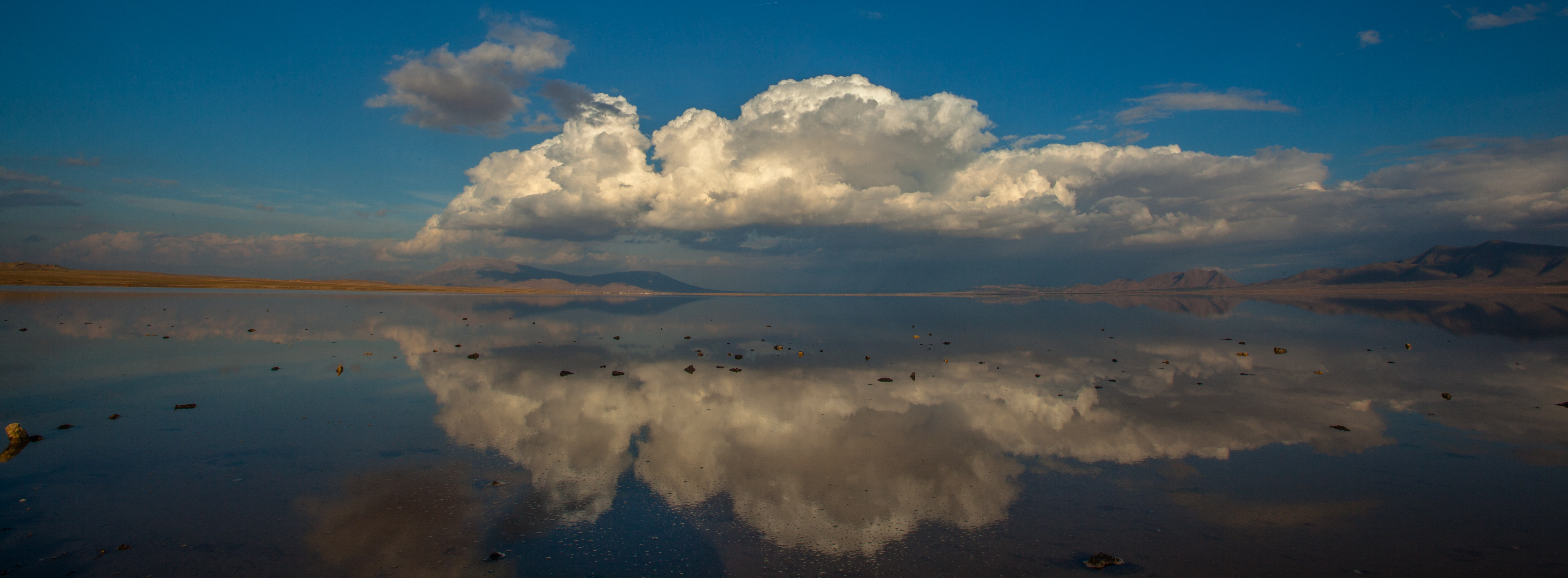
Une sebkha à Oum El Bouaghi, Algérie.

Ces milieux plus chauds et salés peuvent abriter des algues et une faune spécifique (de crustacés notamment) dont le plus connu est Artemia salina, mais on y trouve aussi des copépodes comme Arctodiaptomus salinus. Ils peuvent parfois aussi abriter des larves de moustiques vectrices de maladies.
Ils sont aussi caractérisés par des espèces pionnières
Ces espèces peuvent jouer un rôle important dans le réseau trophique loco-régional et notamment attirer une importante avifaune aquatique,

## Origine et typologie
Ces habitats naturels peuvent avoir trois grandes origines : 
1. fluvio-lacustre
2. inter-dunaire
3. côtière

## Usages
Brome et potasse